# Paralogisticus drumonti
Paralogisticus drumonti là một loài bọ cánh cứng trong họ Cerambycidae.